# Didier Martin (écrivain)
Pour les articles homonymes, voir Martin et Didier Martin.
Didier Martin, né le 4 février 1938, est un écrivain français.
Décédé le 18 février 2025

## Biographie
Didier Martin suit des études de philosophie et de psychologie, il étudie aussi la théologie au séminaire.
Il publie son premier roman en 1966. En 1968, il obtient la bourse de la Vocation, tout en travaillant comme chauffeur-guide dans une agence de location de voitures. Ses romans alternent entre réalisme et merveilleux, et une critique le décrit comme un ironiste.

## Œuvres
- Le Déclin des jours, Éditions Gallimard, 1966  (ISBN 2070242234)
- Le Jéroboam, Gallimard, 1969
- Le Secrétaire, Éditions Grasset, 1972
- Le Double Jeu, Grasset, 1973
- Le Prince dénaturé, Gallimard, 1974  (ISBN 2-07-029123-5)
- Il serait une fois…, Gallimard, 1976  (ISBN 2070295133)
- Un garçon en l'air, Gallimard, 1977
- Le Enfants de nuit, Balland, 1978
- Bellevue, Gallimard, 1979; traduit en suédois et présenté par J.-P. Ölund, Stockholm, éd. H : Ström, coll. Europa, 2020  (ISBN 9789173272827)
- Un Sage universel : l'épopée de Gilgamesh, Garnier, 1979
- Contretemps, Gallimard, 1980
- Les Petits Maîtres, Gallimard, 1983
- L'Amour dérangé, Gallimard, 1984
- Double Messieurs, Gallimard, 1987
- Frédéric plus Frédéric égal Frédéric, illustré par Serge Bloch, Gallimard folio junior, 1987  (ISBN 2-07-033386-8)
- Chargé de famille, Ramsay, 1988

## Récompenses et distinctions
- Prix Fénéon 1967 pour Le Déclin des jours
- Prix Calmann-Lévy 1975 pour Le Prince dénaturé
- Prix Max-Kaganovitch 1977 pour Il serait une fois…
- Prix Paul-Flat 1985 pour L’amour dérangé